# Union Sportif Masséda
Union Sportif Masséda ist ein togoischer Fußballverein aus Masséda. Er wurde 1972 gegründet.
Der Verein spielte mehrere Jahre in der ersten Liga von Togo und qualifizierte sich 2008 für den Confederations Cup (FIFA-Konföderationen-Pokal). Dort erreichte er die zweite Spielrunde, scheiterte im Rückspiel dann klar an Espérance Sportive de Tunis.

## Statistik in den CAF-Wettbewerben
| Wettbewerb                 | Runde         | Gegner                      | Hinspiel | Rückspiel |  |
| -------------------------- | ------------- | --------------------------- | -------- | --------- |  |
|                            |               |                             |          |           |  |
| CAF Confederation Cup 2008 | Qualifikation | UNB FC Porto Novo           | 2:0 (H)  | 1:1 (A)   |  |
|                            | 1. Runde      | Issia Wazi FC               | 0:2 (A)  | 4:1 (H)   |  |
|                            | 2. Runde      | Espérance Sportive de Tunis | 1:0 (H)  | 1:6 (A)   |  |